# 2014–2015-ös magyar labdarúgó-ligakupa
A 2014–2015-ös ligakupa a sorozat nyolcadik szezonja. A címvédő a Diósgyőri VTK, a sorozat győztese a Ferencvárosi TC lett, története során másodszor.

## Lebonyolítás
A ligakupában 32 csapat indulhat, az élvonalbeli klubok mellett a másodosztály összes csapata.

## Fordulók és időpontok
Hivatalos játéknapok.
| Szakasz        | Forduló        | 1. mérkőzés            | 2. mérkőzés            |
| -------------- | -------------- | ---------------------- | ---------------------- |
| Csoportkör     | 1. mérkőzésnap | 2014. szeptember 2.    | 2014. szeptember 2.    |
| Csoportkör     | 2. mérkőzésnap | 2014. szeptember 16.   | 2014. szeptember 16.   |
| Csoportkör     | 3. mérkőzésnap | 2014. október 7.       | 2014. október 7.       |
| Csoportkör     | 4. mérkőzésnap | 2014. október 15.      | 2014. október 15.      |
| Csoportkör     | 5. mérkőzésnap | 2014. november 11.     | 2014. november 11.     |
| Csoportkör     | 6. mérkőzésnap | 2014. november 18.     | 2014. november 18.     |
| Egyenes kiesés | Nyolcaddöntők  | 2014. december 2.      | 2014. december 9.      |
| Egyenes kiesés | Negyeddöntők   | 2015. március 17.      | 2015. április 21.      |
| Egyenes kiesés | Elődöntők      | 2015. május 12. és 13. | 2015. május 26. és 27. |
| Egyenes kiesés | Döntő          | 2015. június 3.        | 2015. június 3.        |

## Csoportkör
A csoportkörben nyolc négy-négy csapatos csoportot képeztek. A csoportokban a csapatok körmérkőzéses, oda-visszavágós rendszerben mérkőznek meg egymással. A csoportok első és második helyezettjei továbbjutnak az egyenes kieséses szakaszba.

### A csoport
| Csapat      | M | Gy | D | V | Rg | Kg | Gk | P  |
| ----------- | - | -- | - | - | -- | -- | -- | -- |
| Nyíregyháza | 6 | 4  | 1 | 1 | 8  | 4  | +4 | 13 |
| Diósgyőr    | 6 | 3  | 1 | 2 | 12 | 8  | +4 | 10 |
| Cegléd      | 6 | 2  | 0 | 4 | 9  | 12 | –3 | 6  |
| Szolnok     | 6 | 2  | 0 | 4 | 6  | 11 | –5 | 6  |

|             | DIÓ   | CEG   | NYI   | SZO   |
| ----------- | ----- | ----- | ----- | ----- |
| Diósgyőr    |       | 3 – 1 | 3 – 0 | 4 – 1 |
| Cegléd      | 4 – 1 |       | 1 – 2 | 2 – 1 |
| Nyíregyháza | 0 – 0 | 3 – 0 |       | 1 – 0 |
| Szolnok     | 2 – 1 | 2 – 1 | 0 – 2 |       |

### B csoport
| Csapat     | M | Gy | D | V | G+ | G– | Gk  | P  |
| ---------- | - | -- | - | - | -- | -- | --- | -- |
| Debrecen   | 6 | 4  | 1 | 1 | 17 | 4  | +13 | 13 |
| Békéscsaba | 6 | 3  | 0 | 3 | 10 | 14 | –4  | 9  |
| Kecskemét  | 6 | 2  | 1 | 3 | 6  | 9  | –3  | 7  |
| Szeged     | 6 | 1  | 2 | 3 | 5  | 11 | –6  | 5  |

|            | DEB   | BÉK   | KTE   | SZE   |
| ---------- | ----- | ----- | ----- | ----- |
| Debrecen   |       | 2 – 3 | 2 – 0 | 1 – 1 |
| Békéscsaba | 0 – 6 |       | 2 – 3 | 2 – 0 |
| Kecskemét  | 0 – 2 | 2 – 0 |       | 0 – 0 |
| Szeged     | 0 – 4 | 1 – 3 | 3 – 1 |       |

### C csoport
| Csapat        | M | Gy | D | V | Rg | Kg | Gk  | P  |
| ------------- | - | -- | - | - | -- | -- | --- | -- |
| MTK           | 6 | 5  | 0 | 1 | 16 | 8  | +8  | 15 |
| Dunaújváros   | 6 | 4  | 1 | 1 | 18 | 8  | +10 | 13 |
| Mezőkövesd    | 6 | 2  | 0 | 4 | 13 | 20 | –7  | 6  |
| Balmazújváros | 6 | 0  | 1 | 5 | 7  | 18 | –11 | 1  |

|               | BAL   | DUN   | MEZ   | MTK   |
| ------------- | ----- | ----- | ----- | ----- |
| Balmazújváros |       | 2 – 3 | 1 – 5 | 0 – 3 |
| Dunaújváros   | 1 – 1 |       | 6 – 1 | 1 – 2 |
| Mezőkövesd    | 4 – 2 | 0 – 4 |       | 2 – 5 |
| MTK           | 2 – 1 | 2 – 3 | 2 – 1 |       |

### D csoport
| Csapat          | M | Gy | D | V | Rg | Kg | Gk  | P  |
| --------------- | - | -- | - | - | -- | -- | --- | -- |
| Budapest Honvéd | 6 | 4  | 1 | 1 | 19 | 12 | +7  | 13 |
| Győri ETO       | 6 | 3  | 1 | 2 | 17 | 12 | +5  | 10 |
| Gyirmót         | 6 | 2  | 1 | 3 | 10 | 12 | –2  | 7  |
| Csákvár         | 6 | 1  | 1 | 4 | 13 | 23 | –10 | 4  |

|                 | CSA   | GYI   | ETO   | HON   |
| --------------- | ----- | ----- | ----- | ----- |
| Csákvár         |       | 1 – 1 | 3 – 5 | 5 – 2 |
| Gyirmót         | 4 – 0 |       | 1 – 4 | 1 – 2 |
| Győri ETO       | 4 – 1 | 1 – 3 |       | 3 – 3 |
| Budapest Honvéd | 7 – 3 | 4 – 0 | 1 – 0 |       |

### E csoport
| Csapat   | M | Gy | D | V | Rg | Kg | Gk  | P  |
| -------- | - | -- | - | - | -- | -- | --- | -- |
| Videoton | 6 | 4  | 1 | 1 | 18 | 5  | +13 | 13 |
| Újpest   | 6 | 4  | 1 | 1 | 14 | 8  | +6  | 13 |
| Vasas    | 6 | 2  | 1 | 3 | 10 | 13 | –3  | 7  |
| Ajka     | 6 | 0  | 1 | 5 | 5  | 21 | –16 | 1  |

|          | AJK   | VID   | UJP   | VAS   |
| -------- | ----- | ----- | ----- | ----- |
| Ajka     |       | 1 – 5 | 2 – 2 | 0 – 4 |
| Videoton | 4 – 0 |       | 3 – 1 | 5 – 1 |
| Újpest   | 4 – 1 | 1 – 0 |       | 2 – 1 |
| Vasas    | 2 – 1 | 1 – 1 | 1 – 4 |       |

### F csoport
| Csapat            | M | Gy | D | V | Rg | Kg | Gk | P  |
| ----------------- | - | -- | - | - | -- | -- | -- | -- |
| Ferencváros       | 6 | 3  | 2 | 1 | 9  | 4  | +5 | 11 |
| Paks              | 6 | 2  | 3 | 1 | 13 | 10 | +3 | 9  |
| Zalaegerszeg      | 6 | 1  | 3 | 2 | 5  | 7  | –2 | 6  |
| Kaposvári Rákóczi | 6 | 2  | 0 | 4 | 6  | 12 | –6 | 6  |

|                   | FTC   | KAP   | PAK   | ZTE   |
| ----------------- | ----- | ----- | ----- | ----- |
| Ferencváros       |       | 3 – 0 | 2 – 1 | 2 – 0 |
| Kaposvári Rákóczi | 1 – 0 |       | 1 – 4 | 1 – 0 |
| Paks              | 1 – 1 | 4 – 3 |       | 2 – 2 |
| Zalaegerszeg      | 1 – 1 | 1 – 0 | 1 – 1 |       |

### G csoport
| Csapat  | M | Gy | D | V | Rg | Kg | Gk | P  |
| ------- | - | -- | - | - | -- | -- | -- | -- |
| Haladás | 6 | 4  | 1 | 1 | 12 | 4  | +8 | 13 |
| Sopron  | 6 | 3  | 1 | 2 | 7  | 5  | +2 | 10 |
| Pápa    | 6 | 2  | 1 | 3 | 5  | 7  | –2 | 7  |
| Siófok  | 6 | 1  | 1 | 4 | 3  | 11 | –8 | 4  |

|         | SIÓ   | SOP   | HAL   | PÁP   |
| ------- | ----- | ----- | ----- | ----- |
| Siófok  |       | 0 – 2 | 0 – 4 | 1 – 1 |
| Sopron  | 0 – 2 |       | 2 – 1 | 2 – 0 |
| Haladás | 2 – 0 | 1 – 1 |       | 2 – 1 |
| Pápa    | 2 – 0 | 1 – 0 | 0 – 2 |       |

### H csoport
| Csapat            | M | Gy | D | V | Rg | Kg | Gk | P  |
| ----------------- | - | -- | - | - | -- | -- | -- | -- |
| Szigetszentmiklós | 6 | 3  | 2 | 1 | 10 | 3  | +7 | 11 |
| Pécs              | 6 | 3  | 2 | 1 | 8  | 5  | +3 | 11 |
| Soroksár          | 6 | 2  | 1 | 3 | 8  | 12 | –4 | 7  |
| Puskás Akadémia   | 6 | 1  | 1 | 4 | 6  | 12 | –6 | 4  |

|                   | PÉC   | PUS   | SOR   | SZI   |
| ----------------- | ----- | ----- | ----- | ----- |
| Pécs              |       | 0 – 0 | 2 – 1 | 1 – 1 |
| Puskás Akadémia   | 3 – 2 |       | 1 – 3 | 0 – 2 |
| Soroksár          | 0 – 2 | 3 – 2 |       | 1 – 1 |
| Szigetszentmiklós | 0 – 1 | 2 – 0 | 4 – 0 |       |

## Egyenes kieséses szakasz
Az egyenes kieséses szakaszban tizenhat csapat vehet részt.

### Nyolcaddöntők
Az első mérkőzéseket 2014. december 2-án és 3-án, míg a visszavágókat december 9-én és 10-én rendezték meg. A pályák alkalmatlansága miatt a Diósgyőr–Budapest Honvéd FC párharc mindkét mérkőzését 2015 februárjában játsszák le.
| 1. csapat           | Össz. | 2. csapat                       | 1. mérk. | 2. mérk. |
| ------------------- | ----- | ------------------------------- | -------- | -------- |
| MVM Paks            | 1 – 5 | MTK Budapest                    | 0 – 3    | 1 – 2    |
| Győri ETO           | 1 – 2 | Szigetszentmiklós–Erima (NB II) | 1 – 2    | 0 – 0    |
| Dunaújváros PASE    | 3 – 4 | Videoton                        | 2 – 1    | 1 – 3    |
| Békéscsaba (NB II)  | 2 – 3 | Nyíregyháza                     | 2 – 2    | 0 – 1    |
| Pécsi MFC           | 2 – 1 | Haladás                         | 0 – 0    | 2 – 1    |
| Ferencváros         | 4 – 1 | Újpest                          | 4 – 1    | 0 – 0    |
| Soproni VSE (NB II) | 2 – 4 | Debreceni VSC                   | 1 – 1    | 1 – 3    |
| Diósgyőr            | 3 – 3 | Budapest Honvéd FC              | 2 – 3    | 1 – 0    |

#### Első mérkőzések
| 2014. december 2. 13.00 |

| MVM Paks                        | 0 – 3               | MTK Budapest                               |
| ------------------------------- | ------------------- | ------------------------------------------ |
| Szekszárdi 21' Bor 36' Bagó 46' | (0 – 3) Jegyzőkönyv | Hajdú 6' 18' Hrepka 28' Konsztantinosz 74′ |

| Fehérvári úti stadion, műfüves pálya, Paks Nézőszám: 50 Játékvezető: Solymosi Péter (magyar) Asszisztensek: Dr. Varga Zsolt, Horváth Róbert |

| 2014. december 2. 12.00 |

| Győri ETO                          | 1 – 2               | Szigetszentmiklós–Erima (NB II)    |
| ---------------------------------- | ------------------- | ---------------------------------- |
| Mayer 60' Völgyi 69' Trajković 88' | (0 – 0) Jegyzőkönyv | Szepessy 65' Bonifert 73' Tóth 56' |

| ETO Park, Győr Nézőszám: 150 Játékvezető: Szabó Zsolt (magyar) Asszisztensek: Farkas Balázs, Kóbor Péter |

| 2014. december 2. 13.00 |

| Dunaújváros PASE                            | 2 – 1               | Videoton                               |
| ------------------------------------------- | ------------------- | -------------------------------------- |
| Dodlek 23' Muscat 44' Hangya 55' Dániel 84' | (2 – 0) Jegyzőkönyv | Feczesin 85' Horváth 44' Álvarez 90+3' |

| Dunaferr Aréna, műfüves pálya, Dunaújváros Nézőszám: 300 Játékvezető: Németh Ádám (magyar) Asszisztensek: Farkas Balázs, Kóbor Péter |

| 2014. december 2. 13.00 |

| Békéscsaba (NB II)                 | 2 – 2               | Nyíregyháza Spartacus FC                                       |
| ---------------------------------- | ------------------- | -------------------------------------------------------------- |
| Szilágyi 59' Balázs 84' Bényei 63' | (0 – 2) Jegyzőkönyv | Pekár 22' Bajzát 28' Abdouraman 70' Nagy 86' Gengeliczki 90+3' |

| Kórház utcai stadion, Békéscsaba Nézőszám: 100 Játékvezető: Radványi Ádám (magyar) Asszisztensek: Kispál Róbert, Demeter János |

| 2014. december 2. 16.00 |

| Pécsi MFC | 0 – 0       | Haladás    |
| --------- | ----------- | ---------- |
| Mohl 84'  | Jegyzőkönyv | Zsirai 28' |

| PMFC Stadion, Pécs Nézőszám: 100 Játékvezető: Vad II. István (magyar) Asszisztensek: Erős Gábor, Szalai Dániel |

| 2014. december 2. 18.00 |

| Ferencvárosi TC                                                        | 4 – 1               | Újpest FC                                                |
| ---------------------------------------------------------------------- | ------------------- | -------------------------------------------------------- |
| Busai 12' 21' 29' Holman 34' Batik 50' Čukić 52' Gyömbér 65' Haris 80' | (4 – 0) Jegyzőkönyv | Stanisavljević 82' Ojo 52' Balogh Balázs 66' Kosović 84' |

| Groupama Aréna, Budapest Nézőszám: 600 Játékvezető: Pintér Csaba (magyar) Asszisztensek: Huszár Balázs, Becséri Gergely |

| 2014. december 3. 13.00 |

| Soproni VSE–GYSEV (NB II) | 1 – 1               | Debreceni VSC–TEVA      |
| ------------------------- | ------------------- | ----------------------- |
| Horváth 81' Bobál 23'     | (0 – 1) Jegyzőkönyv | Ferenczi 24' (11-esből) |

| Lővér körúti stadion, műfüves pálya, Sopron Játékvezető: Erdős József (magyar) Asszisztensek: Lémon Oszkár, Kepe Arnold |

| 2015. február 18. 16.00 |

| Diósgyőri VTK                         | 2 – 3               | Budapest Honvéd FC                     |
| ------------------------------------- | ------------------- | -------------------------------------- |
| Bacsa 36' Griffiths 53' Gosztonyi 72' | (1 – 2) Jegyzőkönyv | Prosser 5' 72' Ignjatović 45' Hidi 71' |

| DVTK-stadion, Miskolc Nézőszám: 1800 Játékvezető: Berke Balázs (magyar) Asszisztensek: Ring György, Kelemen Attila |

#### Visszavágók
| 2014. december 9. 12.00 |

| MTK Budapest             | 2 – 1               | MVM Paks                                   |
| ------------------------ | ------------------- | ------------------------------------------ |
| Vogyicska 57' Hrepka 75' | (0 – 1) Jegyzőkönyv | Bartha 40' Kecskés 20' Kovács 42' Vági 81' |

| Bátony utcai sporttelep, Budapest Játékvezető: Nazsa Tamás (magyar) Asszisztensek: Demeter János, Szilágyi Norbert |

| 2014. december 9. 13.00 |

| Szigetszentmiklós–Erima (NB II)      | 0 – 0       | Győri ETO             |
| ------------------------------------ | ----------- | --------------------- |
| Pollák 31' Szepessy 65′ Kornis 90+5' | Jegyzőkönyv | Lipták 45' Pátkai 65′ |

| Szigetszentmiklósi TK Sporttelep, Szigetszentmiklós Játékvezető: Solymosi Péter (magyar) Asszisztensek: Horváth Róbert, Márkus Tamás |

| 2014. december 9. 13.00 |

| Debreceni VSC                   | 3 – 1               | Soproni VSE (NB II)                          |
| ------------------------------- | ------------------- | -------------------------------------------- |
| Bódi 23' Seydi 48' Ferenczi 61' | (1 – 0) Jegyzőkönyv | Bobál 79' Horváth András 5′ Fazekas Géza 64' |

| Oláh Gábor utcai stadion, Debrecen Nézőszám: 70 Játékvezető: Berke Balázs (magyar) Asszisztensek: Bozó Zoltán, ifj. Varga Gábor |

| 2014. december 9. 13.00 |

| Nyíregyháza Spartacus FC | 1 – 0               | Békéscsaba (NB II) |
| ------------------------ | ------------------- | ------------------ |
| Kostić 88'               | (0 – 0) Jegyzőkönyv | Juhász 53'         |

| Örökösföldi Sporttelep, Nyíregyháza Játékvezető: Nagy Róbert (magyar) Asszisztensek: Kelemen Attila, Punyi Gyula |

| 2014. december 9. 16.00 |

| Haladás                                                                      | 1 – 2               | Pécsi MFC                              |
| ---------------------------------------------------------------------------- | ------------------- | -------------------------------------- |
| Rocchi 88' Jagodics 15' Gaál 52' Zsirai 83' Czringráber 90+2' Zamostny 90+3′ | (1 – 2) Jegyzőkönyv | Wittrédi 16' 31' Lantos 21' Nagy 90+2' |

| Rohonci úti stadion, Szombathely Nézőszám: 100 Játékvezető: Szabó Zsolt (magyar) Asszisztensek: Ring György, Horváth Zoltán |

| 2014. december 9. 17.00 |

| Videoton                                                                          | 3 – 1               | Dunaújváros PASE      |
| --------------------------------------------------------------------------------- | ------------------- | --------------------- |
| Feczesin 43' 72' Oliveira 68' Kleinheisler 53' Caneira 70′ Fejes 88' Kovács 90+2' | (1 – 1) Jegyzőkönyv | Dodlek 40' Villám 63' |

| Sóstói Stadion, Székesfehérvár Nézőszám: 500 Játékvezető: Bognár Tamás (magyar) Asszisztensek: Lémon Oszkár, Theodoros Georgiou |

| 2014. december 10. 17.30 |

| Újpest FC               | 0 – 0       | Ferencvárosi TC                  |
| ----------------------- | ----------- | -------------------------------- |
| Heris 34' Nagy 34′, 89′ | Jegyzőkönyv | Mateos 25' Busai 28' Dilaver 73' |

| Szusza Ferenc Stadion, Budapest Nézőszám: 220 Játékvezető: Iványi Zoltán (magyar) Asszisztensek: Buzás Balázs, Medovarszki János |

| 2015. február 21. 14.00 |

| Budapest Honvéd FC | 0 – 1               | Diósgyőri VTK                                       |
| ------------------ | ------------------- | --------------------------------------------------- |
|                    | (0 – 1) Jegyzőkönyv | Bognár 20' Husić 39' Szalai 48' Bacsa 72' Okuka 76' |

| Bozsik József Stadion, Budapest Játékvezető: Oláh Gábor (magyar) Asszisztensek: Viszokai László, Theodoros Georgiou |

### Negyeddöntők
Az első mérkőzéseket 2015. március 17-én és 18-án, a visszavágókat április 21-én és 22-én rendezték meg.
| 1. csapat          | Össz.  | 2. csapat                           | 1. mérk. | 2. mérk. |
| ------------------ | ------ | ----------------------------------- | -------- | -------- |
| Pécsi MFC          | 0 – 2  | MTK Budapest                        | 0 – 1    | 0 – 1    |
| Ferencvárosi TC    | 10 – 3 | Szigetszentmiklósi TK–Erima (NB II) | 7 – 1    | 3 – 2    |
| Budapest Honvéd FC | 6 – 2  | Nyíregyháza Spartacus FC            | 3 – 0    | 3 – 2    |
| Debreceni VSC–TEVA | 4 – 3  | Videoton FC                         | 2 – 3    | 2 – 0    |

#### Első mérkőzések
| 2015. március 17. 18.00 |

| Pécsi MFC | 0 – 1               | MTK Budapest |
| --------- | ------------------- | ------------ |
|           | (0 – 0) Jegyzőkönyv | 71' Tamayo   |

| PMFC Stadion, Pécs Nézőszám: 300 Játékvezető: Berke Balázs (magyar) Asszisztensek: Viszokai László, Kis Zoltán |

| 2015. március 17. 18.00 |

| Ferencvárosi TC                                           | 7 – 1               | Szigetszentmiklósi TK–Erima (NB II) |
| --------------------------------------------------------- | ------------------- | ----------------------------------- |
| Bönig‡ 5' Busai 10' 43' 46' Lauth 15' 27' Kukuruzović 64' | (5 – 0) Jegyzőkönyv | 90' Benkő                           |

| Groupama Aréna, Budapest Nézőszám: 1 000 Játékvezető: Nazsa Tamás (magyar) Asszisztensek: Horváth Róbert, Szilágyi Norbert |

‡A Ferencváros első gólját az MLSZ Adatbankja szerint Bönig szerezte, viszont minden más sajtóorgánum szerint Ugrai.
| 2015. március 17. 18.00 |

| Budapest Honvéd FC | 3 – 0               | Nyíregyháza Spartacus FC |
| ------------------ | ------------------- | ------------------------ |
| Meza 45+9' 71' 80' | (1 – 0) Jegyzőkönyv |                          |

| Bozsik József Stadion, Budapest Játékvezető: Solymosi Péter (magyar) Asszisztensek: Márkus Tamás, Punyi Gyula |

| 2015. március 18. 18.00 |

| Debreceni VSC–TEVA     | 2 – 3               | Videoton FC                                                              |
| ---------------------- | ------------------- | ------------------------------------------------------------------------ |
| Mihelič 38' Sidibe 89' | (1 – 2) Jegyzőkönyv | 9' (11-esből) Álvarez 31' (11-esből) Ivanovski 90+3' (11-esből) Feczesin |

| Nagyerdei stadion, Debrecen Nézőszám: 1 000 Játékvezető: Andó-Szabó Sándor (magyar) Asszisztensek: Ring György, Kelemen Attila |

#### Visszavágók
| 2015. április 21. 16.00 |

| Szigetszentmiklósi TK–Erima (NB II) | 2 – 3               | Ferencvárosi TC                      |
| ----------------------------------- | ------------------- | ------------------------------------ |
| Kornis 49' Vágó 90'                 | (0 – 1) Jegyzőkönyv | 27' Nagy Dominik 47' Lauth 66' Popov |

| Szigetszentmiklósi TK műfüves sportpálya, Szigetszentmiklós Nézőszám: 300 Játékvezető: Botló Béla (magyar) Asszisztensek: Viszokai László, Georgiou Theodoros |

Továbbjutott a Ferencvárosi TC, 10–3-as összesítéssel.
| 2015. április 21. 17.00 |

| MTK Budapest | 1 – 0               | Pécsi MFC |
| ------------ | ------------------- | --------- |
| Horváth 71'  | (1 – 0) Jegyzőkönyv |           |

| Illovszky Rudolf Stadion, Budapest Nézőszám: 100 Játékvezető: Karakó Ferenc (magyar) Asszisztensek: Horváth Róbert, Tőkés Róbert |

Továbbjutott az MTK Budapest, 2–0-s összesítéssel.
| 2015. április 21. 18.00 |

| Nyíregyháza Spartacus FC | 2 – 3               | Budapest Honvéd FC                   |
| ------------------------ | ------------------- | ------------------------------------ |
| Vámos 50' Rezes 81'      | (0 – 2) Jegyzőkönyv | 41' Ihrig-Farkas 45' Koné 47' Kosnić |

| Nyíregyháza Városi Stadion, Nyíregyháza Nézőszám: 700 Játékvezető: Berke Balázs (magyar) Asszisztensek: Dr. Varga Zsolt, Punyi Gyula |

Továbbjutott a Budapest Honvéd, 6–2-es összesítéssel.
| 2015. április 22. 17.30 |

| Videoton FC | 0 – 2               | Debreceni VSC–TEVA  |
| ----------- | ------------------- | ------------------- |
|             | (0 – 1) Jegyzőkönyv | Máté 4' Kulcsár 73' |

| Sóstói Stadion, Székesfehérvár Nézőszám: 500 Játékvezető: Bognár Tamás (magyar) Asszisztensek: Bozó Zoltán, Kelemen Attila |

Továbbjutott a Debreceni VSC, 4–3-as összesítéssel.

### Elődöntők
Az első mérkőzéseket 2015. május 12-én és 13-án, a visszavágókat május 26-án és 27-én rendezik.
| 1. csapat          | Össz. | 2. csapat          | 1. mérk. | 2. mérk. |
| ------------------ | ----- | ------------------ | -------- | -------- |
| Ferencvárosi TC    | 3 – 1 | Budapest Honvéd FC | 3 – 0    | 0 – 1    |
| Debreceni VSC–TEVA | 5 – 1 | MTK Budapest       | 3 – 1    | 2 – 0    |

#### Első mérkőzések
| 2015. május 12. 17.00 |

| Ferencvárosi TC                | 3 – 0               | Budapest Honvéd FC      |
| ------------------------------ | ------------------- | ----------------------- |
| Nagy Dominik 26' 50' Ugrai 88' | (1 – 0) Jegyzőkönyv | Hidi 14' Marku 64′, 84′ |

| Groupama Aréna, Budapest Nézőszám: 300 Játékvezető: Solymosi Péter Asszisztensek: Buzás Balázs, Horváth Róbert |

| 2015. május 13. 18.00 |

| Debreceni VSC–TEVA                                                    | 3 – 1               | MTK Budapest                |
| --------------------------------------------------------------------- | ------------------- | --------------------------- |
| Ludánszki 17' Tisza 30' (11-esből) Bereczki 74' Szatmári 49' Bódi 85' | (2 – 1) Jegyzőkönyv | Torghelle 33' Groppioni 29' |

| Nagyerdei stadion, Debrecen Nézőszám: 700 Játékvezető: Erdős József (magyar) Asszisztensek: Dr. Varga Zsolt, Márkus Tamás |

#### Visszavágók
| 2015. május 26. 18.00 |

| MTK Budapest | 0 – 2               | Debreceni VSC–TEVA              |
| ------------ | ------------------- | ------------------------------- |
| Vass 85'     | (0 – 0) Jegyzőkönyv | Ludánszki 82' 83' Kulcsár 90+1' |

| Illovszky Rudolf Stadion, Budapest Nézőszám: 200 Játékvezető: Berke Balázs (magyar) Asszisztensek: Kelemen Attila, ifj. Varga Gábor |

Továbbjutott a Debreceni VSC, 5–1-es összesítéssel.
| 2015. május 27. 17.30 |

| Budapest Honvéd FC  | 1 – 0               | Ferencvárosi TC                               |
| ------------------- | ------------------- | --------------------------------------------- |
| Morgan 77' Elez 86' | (0 – 0) Jegyzőkönyv | Kárász 7' Čukić 65' Ugrai 79' Nagy Dániel 86' |

| Bozsik József Stadion, Budapest Nézőszám: 100 Játékvezető: Karakó Ferenc (magyar) Asszisztensek: Demeter János, Punyi Gyula |

Továbbjutott a Ferencvárosi TC, 3–1-es összesítéssel.

### Döntő
| 2015. június 3. 19.00 |

| Debreceni VSC–TEVA                              | 1 – 2                         | Ferencvárosi TC                                                                 |
| ----------------------------------------------- | ----------------------------- | ------------------------------------------------------------------------------- |
| Brković 73' Ludánszki 32′ Bódi 69' Mészáros 74' | (0 – 1) Jegyzőkönyv Részletek | 8' (11-esből) Ugrai 47' 88' Nagy Dániel 37' Batik 69' Csilus 75' Čukić 82' Jova |

| Nagyerdei stadion, Debrecen Nézőszám: 5 500 Játékvezető: Fábián Mihály (magyar) Asszisztensek: dr. Varga Zsolt, Márkus Tamás |

## Statisztika

### Góllövőlista
Utolsó elszámolt mérkőzés: 2015. március 18.
| Játékos          | Egyesület               | Gólok száma |
| ---------------- | ----------------------- | ----------- |
| Feczesin Róbert  | Videoton FC             | 11          |
| Giorgi Kvilitaia | Győri ETO FC            | 09          |
| Busai Attila     | Ferencvárosi TC         | 07          |
| Bobál Gergely    | Budapest Honvéd FC      | 05          |
| Hajdú Ádám       | MTK Budapest FC         | 05          |
| Hrepka Ádám      | MTK Budapest FC         | 05          |
| Andorka Péter    | Gyirmót FC              | 04          |
| Bor Dávid        | Paksi FC                | 04          |
| Fekete Ádám      | Szigetszentmiklós–Erima | 04          |
| Horváth Roland   | Csákvár                 | 04          |
| Rene Mihelič     | Debreceni VSC           | 04          |
| Takács Tamás     | Diósgyőri VTK           | 04          |